# (181855) 1998 WT31
(181855) 1998 WT31 est un objet transneptunien de la famille des cubewanos.

## Caractéristiques
1998 WT31 mesure environ 160 km de diamètre.

## Orbite
L'orbite de 1998 WT31 possède un demi-grand axe de 46,264 ua et une période orbitale d'environ 315 ans. Son périhélie l'amène à 37,612 ua du Soleil et son aphélie l'en éloigne de 54,915 ua. Il s'agit d'un cubewano.

## Découverte
1998 WT31 a été découvert le 18 novembre 1998.